# Verlag Braun & Schneider

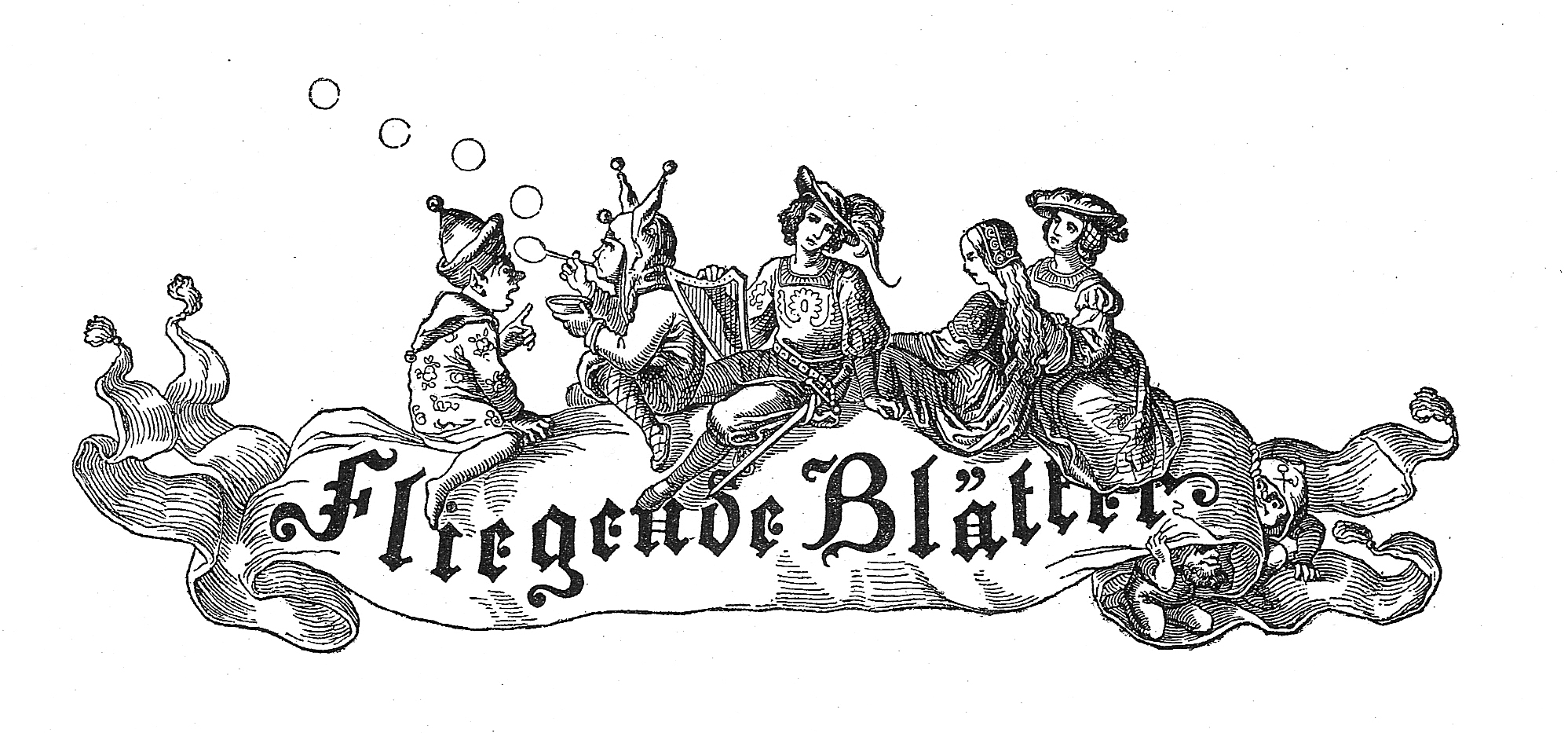
Die Fliegenden Blätter, ein Teil des Verlagsprogramms

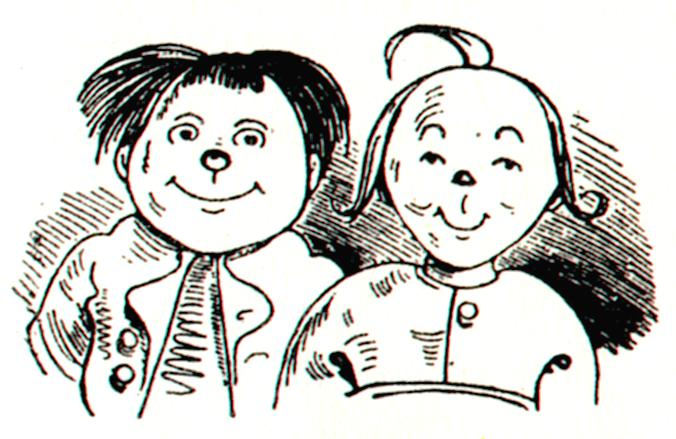
Max (links) und Moritz

Der Verlag Braun & Schneider ist ein 1843 von Kaspar Braun und Friedrich Schneider gegründeter Verlag.
Dem Verlag vorangegangen war die Caspar Braun & v. Dessauer, Anstalt für Holzschneidekunst (auch Xylographische Anstalt, XA), die von Kaspar Braun 1838 mit Georg von Dessauer als Kompagnon in München gegründet wurde. Kaspar Braun griff damit die von Thomas Bewick gegen Ende des 18. Jahrhunderts weiterentwickelte Technik des Holzstichs auf, der sich im 19. Jahrhundert zur führenden Reproduktionstechnik für Illustrationen entwickelte. Der nach dem Ausscheiden des Kompagnons mit Friedrich Schneider neugegründete Verlag druckte zunächst Heiligenbilder, Christkatholische Bilderbogen sowie Heftchen wie die "Kreuzwegandachten".
1844 erweiterte der Verlag sein Programm um eine satirische Zeitung, die Fliegenden Blätter, deren Erfolg Anlass war ab 1848 auch den Münchener Bilderbogen herauszubringen. Zum Erfolg des Verlages trug bei, dass Kaspar Braun für seine Illustrationen Studenten der Kunstakademie einsetzte, denen er ein geringeres und vor allem einmaliges Honorar zahlte. Zu den Kunststudenten, die auf diese Weise beschäftigt wurden, zählt unter anderem Wilhelm Busch. Kaspar Braun setzte in den folgenden Jahren auch zunehmend auf bekannte Größen wie Moritz von Schwind, Franz Graf von Pocci, Carl Spitzweg und Ludwig Bechstein.
Der Verlag war auch stilprägend. Zwischen 1854 und 1857 veröffentlichten die Freunde Adolf Kußmaul und Ludwig Eichrodt eine Reihe komisch überhöhter Gedichte, die unter dem Titel Auserlesene Gedichte von Weiland Gottlieb Biedermaier herauskamen. In den Fliegenden Blättern erschienen unter anderem Buschs Bildergeschichten Die kleinen Honigdiebe und Der kleine Maler mit der großen Mappe sowie 1865 Der Virtuos, die als eine der revolutionärsten und genialsten Bildergeschichten Wilhelm Buschs gilt. Als verlegerischer Glücksgriff erwies sich auch der Kauf der Bildrechte an Max und Moritz, die Kaspar Braun im Februar 1865 erwarb. Die erste Auflage von 4.000 Stück verkaufte sich zwar nur zögerlich, erwies sich aber mittel- und langfristig als der größte Verkaufserfolg des Verlages. Anlässlich des 70. Geburtstages im Jahre 1902 überwies der Verlag an Wilhelm Busch daher ein Geschenk von 20.000 Reichsmark (ca. 200.000 EUR), die Wilhelm Busch an zwei Krankenhäuser in Hannover spendete.
Das Kürzel XA (Xylographische Anstalt) ist auch auf Drucken nach der Verlagsgründung 1843 zu finden.

## Einzelbelege
1. ↑   Schury, S. 77.
2. ↑   Kraus, S. 156.
3. ↑  Moritz Barach: Bitt gar schö' - singa lass'n!. Gedichte in Salzburger Mundart. Heinrich Dieter, Salzburg 1878 (Schriftzug auf der Broschur: XA v. Braun u. Schneider).